# Casa Sports de Ziguinchor
El Casa Sports es un equipo de fútbol de Senegal que juega en la Liga senegalesa de fútbol, la liga de fútbol más importante del país.

## Historia
Fue fundado en el año 1969 en la ciudad de Ziguinchor con el nombre Foyer des Jeunes de Casamance.
En 1979 ganó por primera vez la Copa senegalesa de fútbol, derrotando en la final a ASC Jaraaf por 2 a 0. El equipo era conocido por el dinamismo y el apoyo que recibía en cada juego. Además ha sido campeón de copa 2 veces más, en 2011 ganándole 1 a 0 a Touré Kunda Footpro y en 2021 derrotando a Diambars por 1 a 0. En 2012 ganó por primera vez la Liga senegalesa de fútbol y repitió el título en 2022.
A nivel internacional ha participado en 6 torneos continentales, donde nunca han superado la Segunda ronda.

## Palmarés
- Liga senegalesa de fútbol: 2

2012, 2022
- Copa senegalesa de fútbol: 4

1979, 2011, 2021, 2022
- Copa de la Liga de Senegal: 2

2010, 2013
- Campeonato de Clubes del Oeste de África: 0
  - Subcampeones: 1

2010

## Participación en competiciones de la CAF
| Temporada | Torneo                       | Ronda      | Club               | Casa | Visita | Global      |
| --------- | ---------------------------- | ---------- | ------------------ | ---- | ------ | ----------- |
| 1980      | Recopa Africana              | 1          | Bula FC            | 5-1  | 1-0    | 6-1         |
| 1980      | Recopa Africana              | 2          | MA Hussein Dey     | 1-1  | 0-2    | 1-3         |
| 2008      | Copa Confederación de la CAF | 1          | Dolphins           | 0-0  | 1-2    | 1-2         |
| 2009      | Liga de Campeones de la CAF  | Preliminar | Djoliba AC         | 1-0  | 0-4    | 1-4         |
| 2012      | Copa Confederación de la CAF | Preliminar | GAMTEL FC          | 1-0  | 0-1    | 1-1 (3-4 p) |
| 2013      | Liga de Campeones de la CAF  | Preliminar | Moghreb de Tétouan | 1-0  | 0-1    | 1-1 (3-1 p) |
| 2013      | Liga de Campeones de la CAF  | 1          | Stade Malien       | 1-2  | 0-2    | 1-4         |
| 2022/23   | Liga de Campeones de la CAF  | 1          | JS Kabylie         | 1-0  | 0-3    | 1-3         |
| 2023/24   | Copa Confederación de la CAF | 1          | Etoile Filante     | 1-1  | 0-0    | 1-1 (a)     |

## Jugadores

### Jugadores destacados
| - Daniel-François Bocandé - Jules Bocandé - Antoine Coly - Basile De Carvalho - Fary Faye - Boubacar Gassama - Alioune Gueye - Madicke M'Baye - Malick Mane | - Zaccharia Mendy - Bassirou N'Diaye - Demba Ramata N'Diaye - Khadim N'Diaye - Ousmane N'Diaye Complique - René N'Diaye - Atanas Tendeng - Mamadou Teuw |